# Wojciech Gerson
Wojciech Gerson (ngày 1 tháng 7 năm 1831 – ngày 25 tháng 2 năm 1901) là một trong những họa sĩ hàng đầu người Ba Lan thời kỳ giữa thế kỷ 19, và là một trong những đại diện quan trọng nhất của trường phái Chủ nghĩa hiện thực Ba Lan trong giai đoạn Phân chia Ba Lan. Ông từng là giáo sư lâu năm của Trường Mỹ thuật Warszawa, và giảng dạy nhiều nghệ sĩ nổi tiếng sau này của chủ nghĩa tân lãng mạn Ba Lan như Józef Chełmoński, Leon Wyczółkowski, Władysław Podkowiński, Józef Pankiewicz và Anna Bilińska-Bohdanowiczowa và nhiều người khác nữa. Ông cũng viết các bài phê bình nghệ thuật và xuất bản một cuốn sách giải phẫu dành cho các nghệ sĩ. Một số lượng lớn các tranh của ông đã bị phát xít Đức đánh cắp trong Chiến tranh thế giới thứ hai, và không bao giờ khôi phục lại được.

## Tiểu sử
Gerson sinh tại Warszawa trong giai đoạn Khởi nghĩa tháng Mười một chống lại người Nga. Ông ghi danh vào Trường Mỹ thuật tại Warszawa năm 1844 và tốt nghiệp loại ưu vào năm 1850. Năm 1853, Gerson nhận được học bổng của Học viện Nghệ thuật Hoàng gia và theo học ngành lịch sử hội họa với Alexey Markov trong 2 năm. Ông tốt nghiệp với huy chương bạc ở St. Petersburg và quay trở lại Warszawa năm 1855. Ông đến Paris năm 1856 và theo học Léon Cogniet cùng với những người khác. Gerson came back to Poland in February 1858. He resided in Warsaw for the rest of his life, nevertheless continued to travel abroad, until the turn of the century.
Gerson là người đồng sáng lập Hội Mỹ thuật "Zachęta" - thành lập vào năm 1860. Đây là nhóm hỗ trợ đầu tiên thuộc loại này ở Warszawa trong giai đoạn bị nước ngoài chiếm đóng. Năm 1865, ông bắt đầu dạy mỹ thuật tại xưởng riêng của mình, và trở thành giáo sư của Trường Mỹ thuật(Học viện Mỹ thuật Warszawa trong tương lai) vào năm 1872. Tại đây, ông hướng dẫn một thế hệ các nghệ sĩ Ba Lan tương lai cho đến khi nghỉ hưu vào năm 1896. Gerson đề xuất các chuyến đi dã ngoại và nghiên cứu thể loại cho sinh viên của mình với ảnh hưởng nghệ thuật đáng kể của Józef Chełmoński, người họa sĩ vĩ đại với phòng trưng bày mang tên ông tại Sukiennice; Leon Wyczółkowski - họa sĩ hàng đầu của phong trào Ba Lan trẻ; Antoni Piotrowski được tôn sùng đến tận Bulgaria với những cảnh chiến tranh của mình, cũng như Władysław Podkowiński theo trường phái ấn tượng và những người cùng thời với ông. Gerson được Học viện Mỹ thuật St. Petersburg trao danh hiệu hàn lâm vào năm 1873 và trao danh hiệu giáo sư năm 1878.
Gerson cũng làm việc như một kiến trúc sư và nhà phê bình nghệ thuật. Ông nổi tiếng khắp Ba Lan với các bức tranh lịch sử manh tính yêu nước, các cảnh của cuộc sống đồng quê và các phong cảnh núi rừng. Gerson mất ở Warszawa ở tuổi 70, và được chôn ở Nghĩa trang Tin Lành-Augsburg ở Warsaw. Công chúng có thể chiêm ngưỡng các bức tranh của ông ở Bảo tàng quốc gia Warszawa; Bảo tàng Upper Silesia ở Bytom, và ở một vài chi nhánh khác của Bảo tàng quốc gia Ba Lan cũng như trong các nhà thờ được lựa chọn.

## Các bức tranh lịch sử được lựa chọn

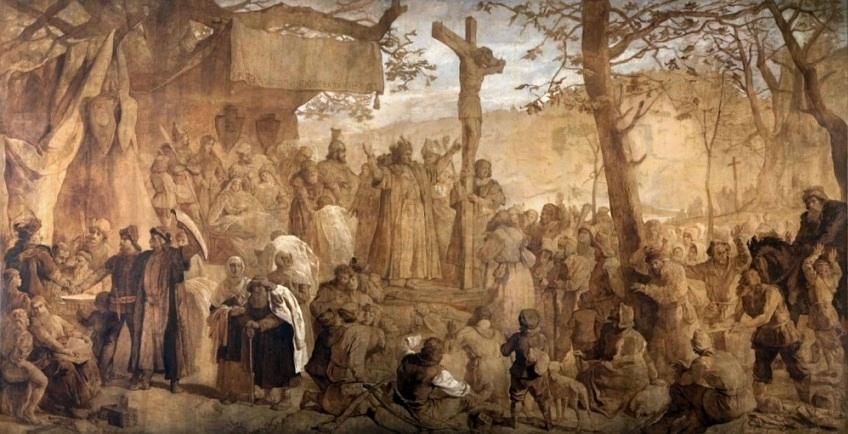
Lễ rửa tội của Litva
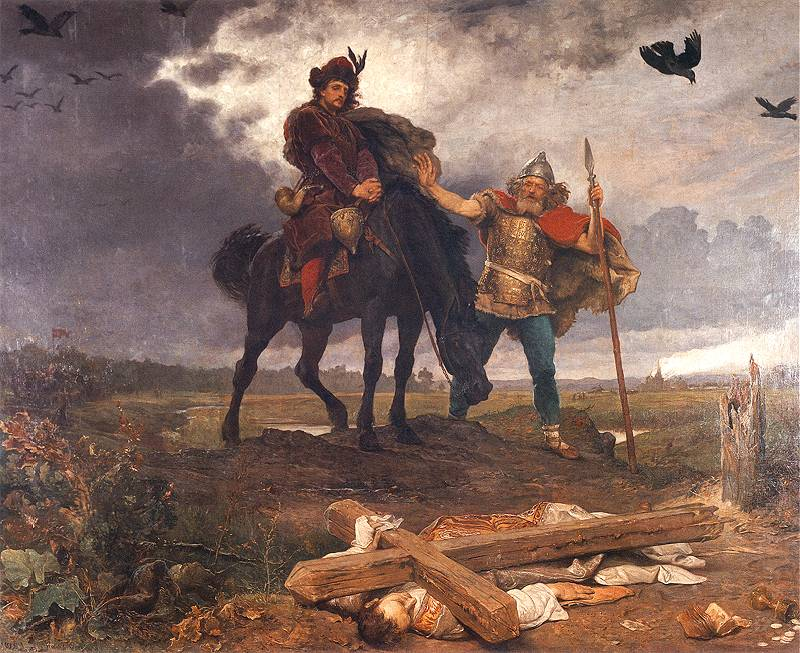
Casimir I Người khôi phục
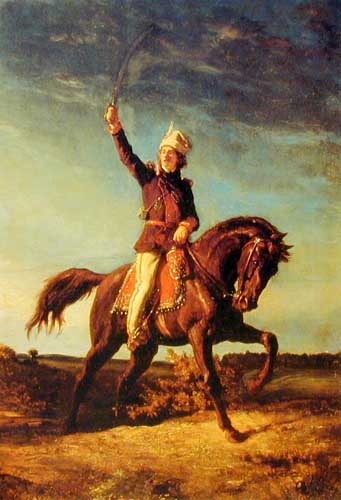
Tadeusz Kościuszko
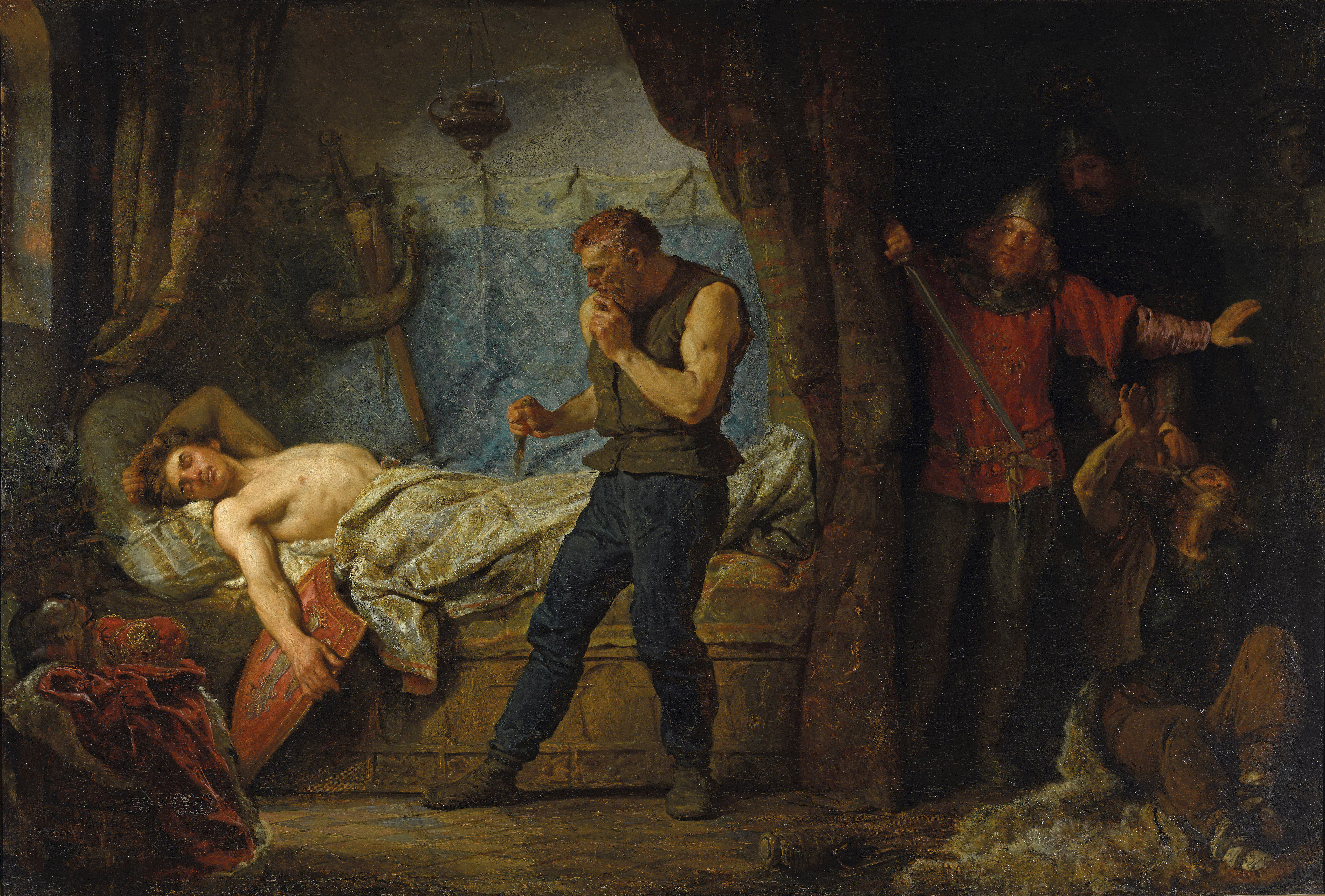
Cái chết của Przemysł II
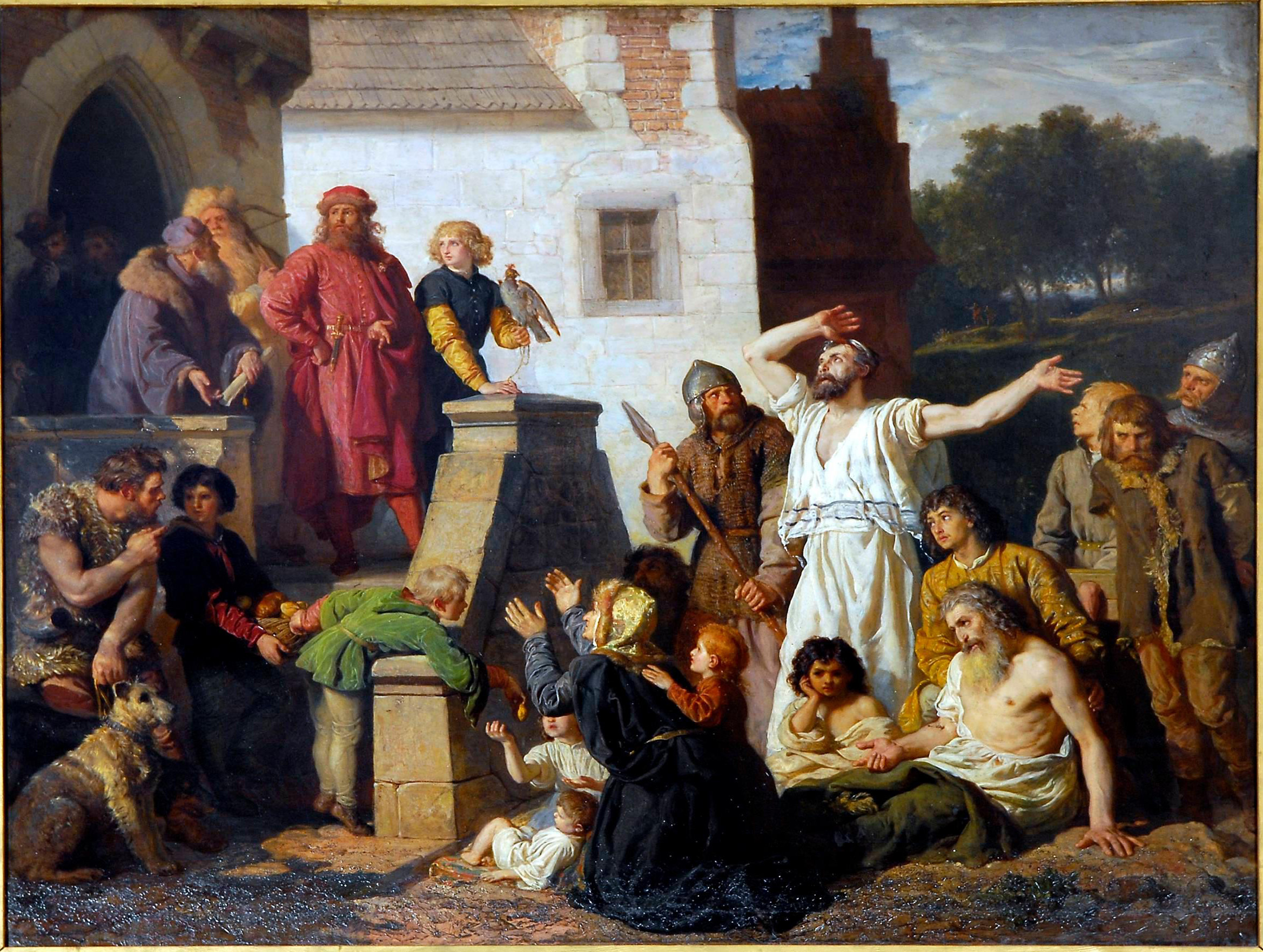
Kazimierz III của Ba Lan và người Do Thái

## Ảnh lưu trữ của các tác phẩm được lựa chọn bị người Đức đánh cắp

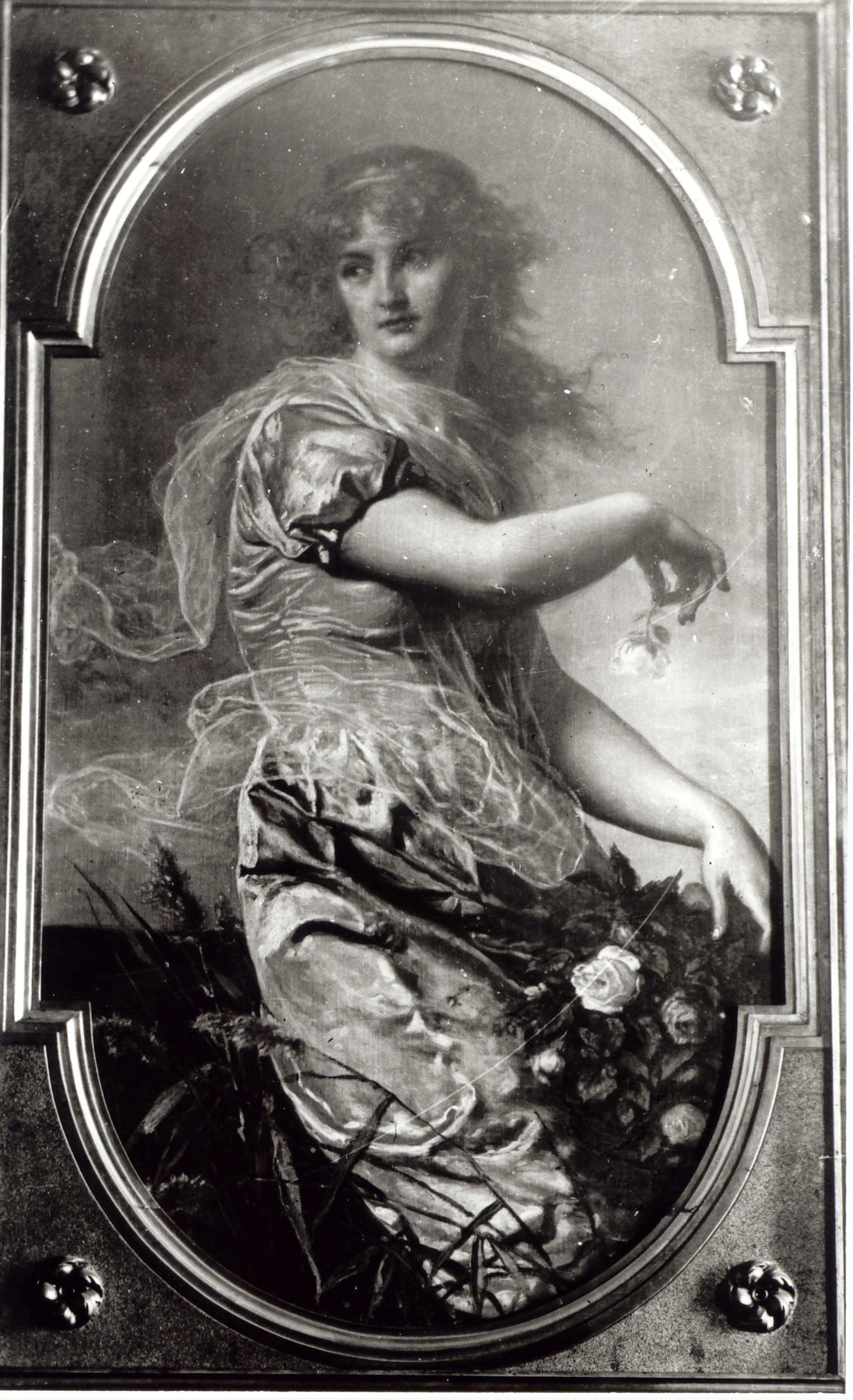
Morning (tạm dịch: Sớm mai)
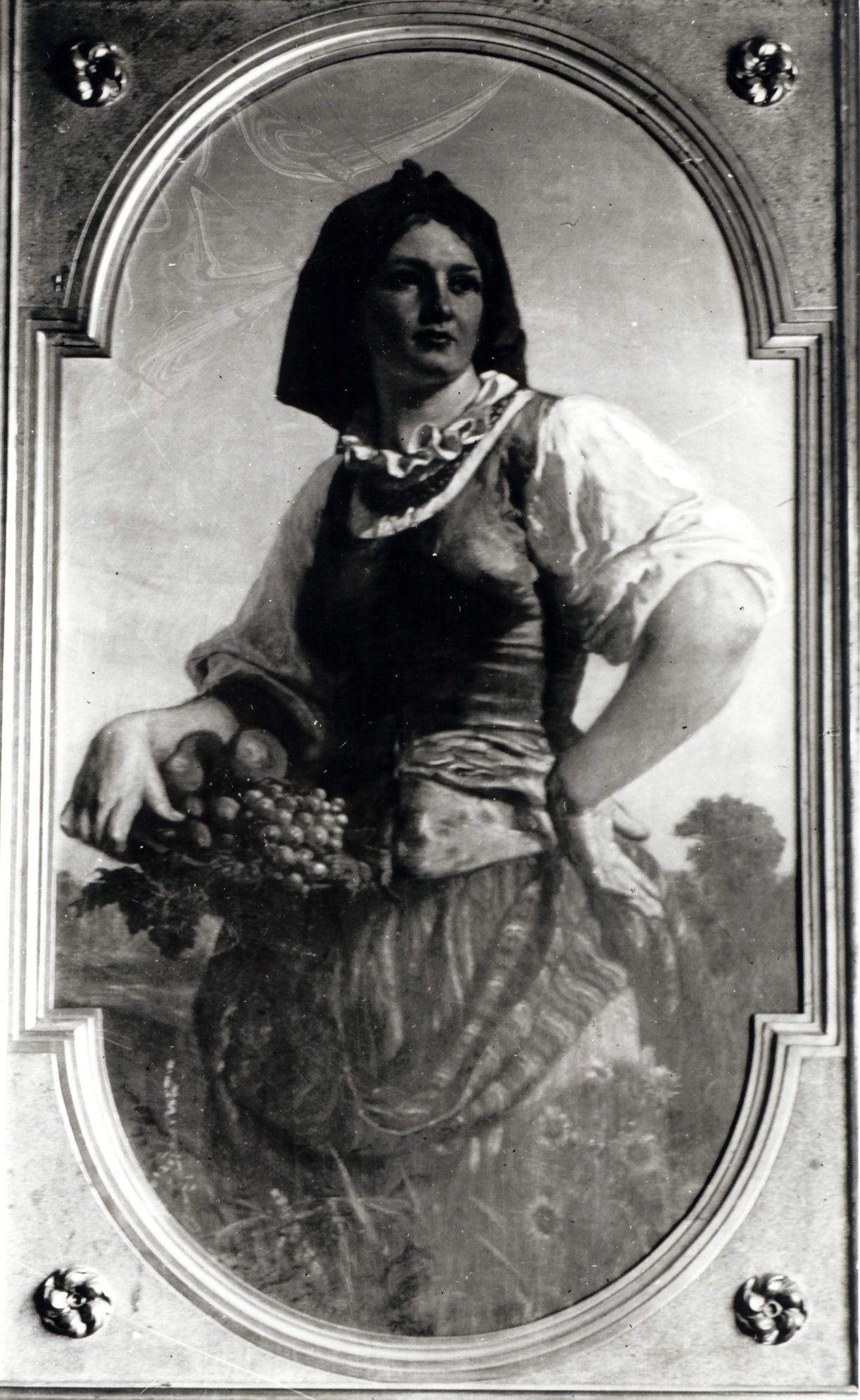
In the Evening (tạm dịch: Lúc xế bóng)
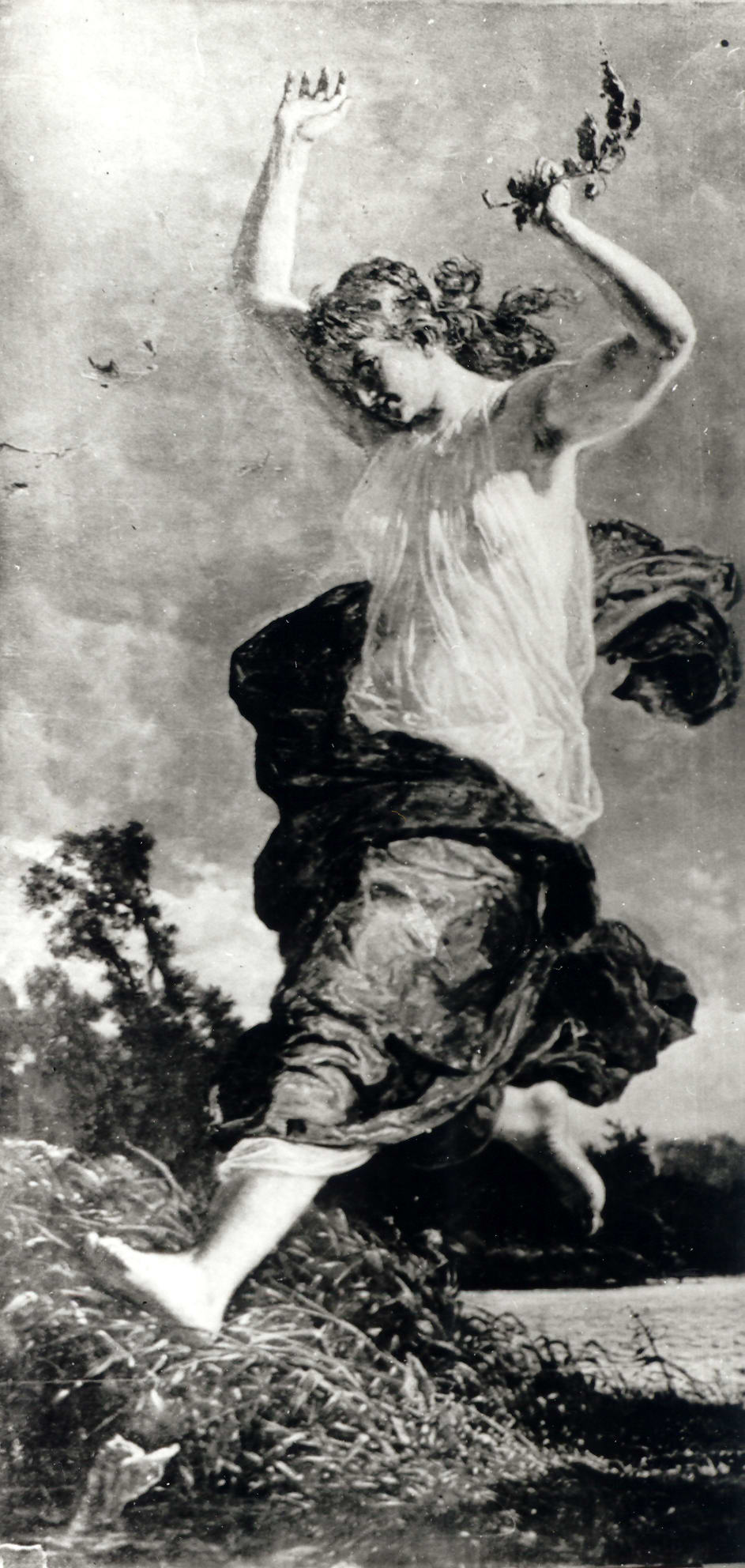
Whirlwind (tạm dịch: Gió cuốn)
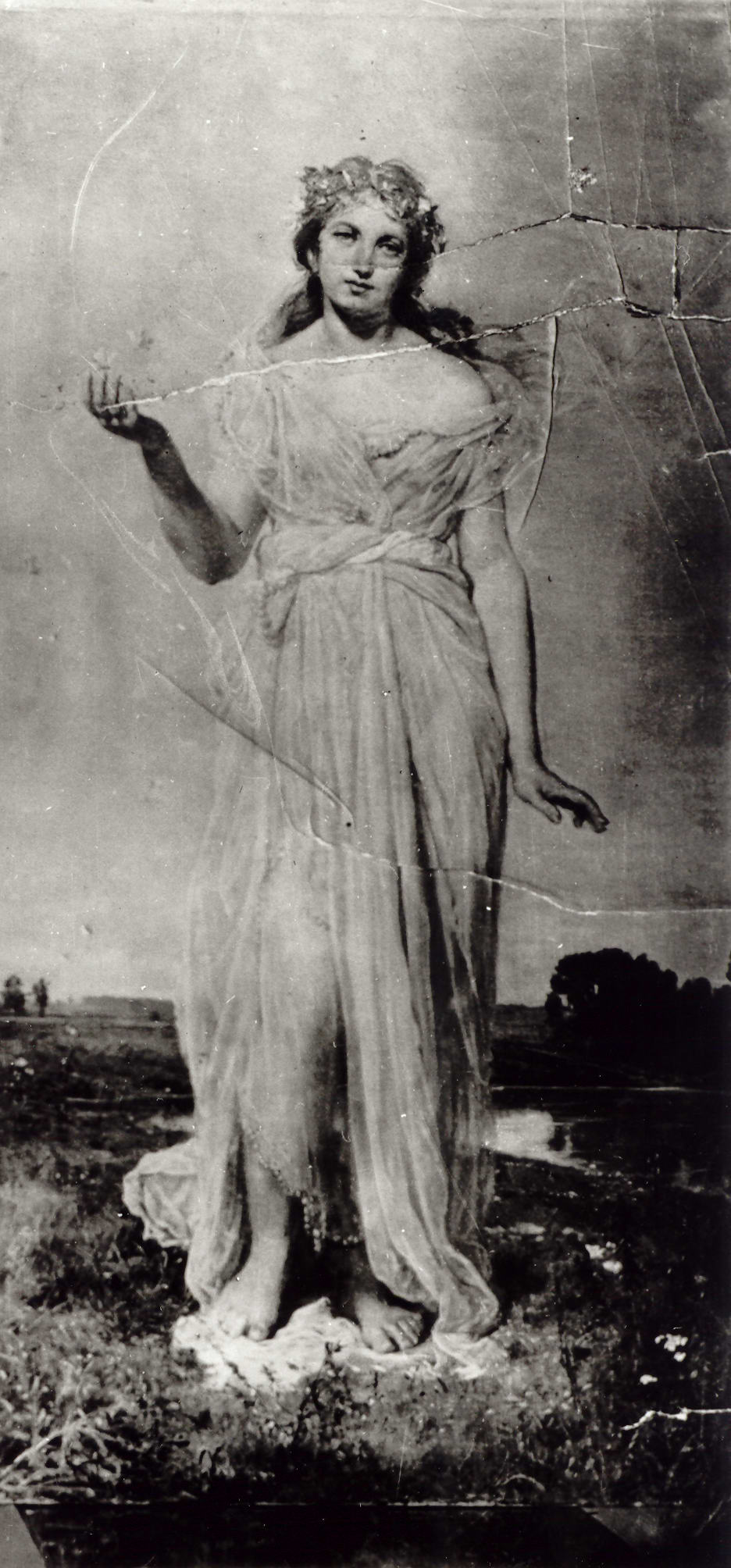
Weather (tạm dịch: Tiết trời)
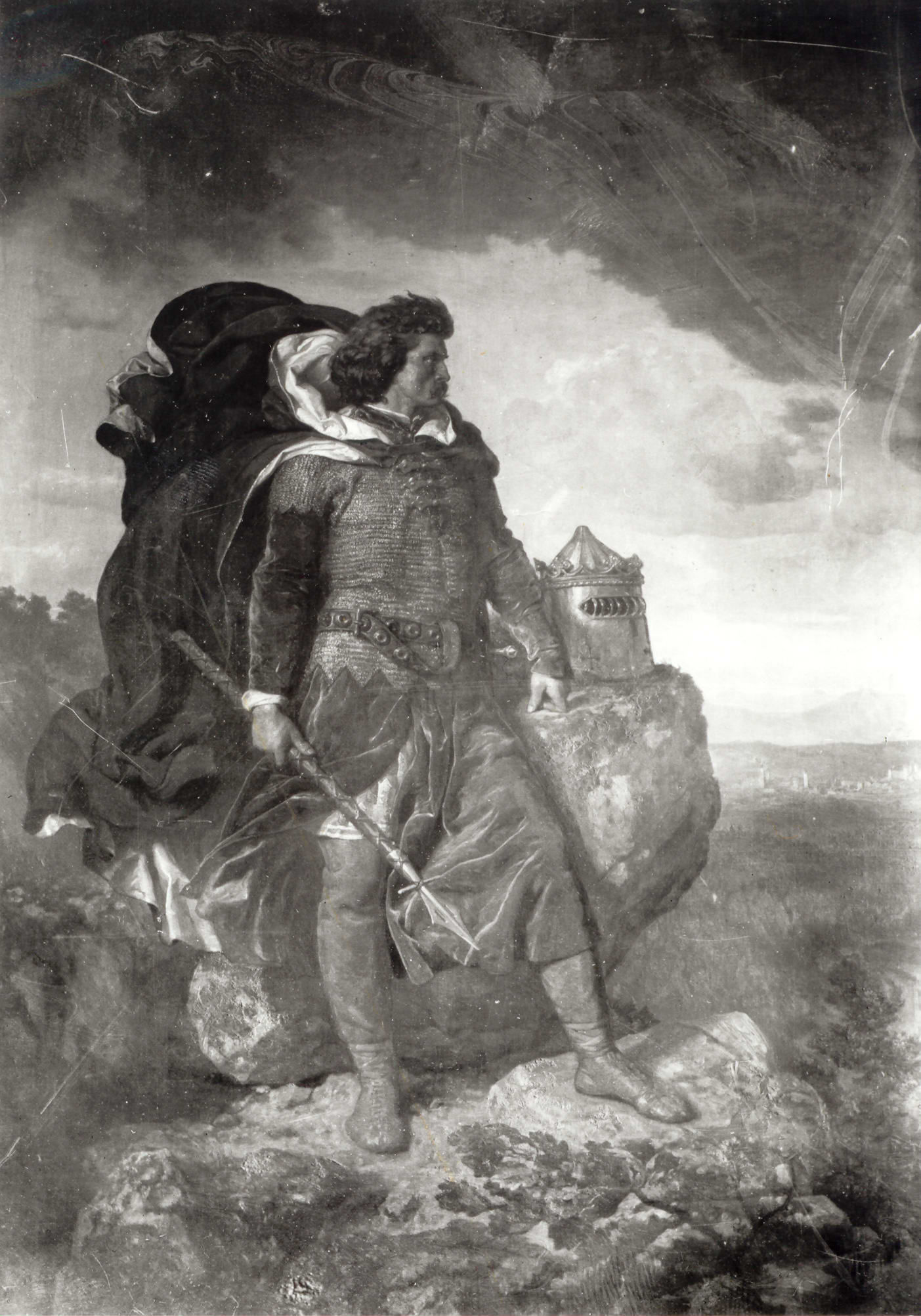
Władysław I Łokietek on Skałki (tạm dịch: Łokietek trên đá)